# Cerkev tretjega reda svetega Frančiška (Salvador)
Cerkev Tretjega reda svetega Frančiška (portugalsko Igreja da Ordem Terceira de São Francisco, tudi Igreja da Ordem Terceira de São Francisco da Penitência) je rimskokatoliška cerkev iz 18. stoletja v Salvadorju, Bahia, Brazilija, in sedež Tretjega reda svetega Frančiška v Braziliji. Cerkev je eden glavnih elementov zgodovinskega središča Salvadorja in je na Unescovem seznamu svetovne dediščine mesta. Nacionalni inštitut za zgodovinsko in umetniško dediščino (IPHAN) jo je leta 1941 uvrstil med zgodovinske objekte. Cerkev je bila zgrajena kot priloga k cerkvi in samostanu São Francisco. Znana je po značilni fasadi v slogu plateresco, ki je edinstven primer v Braziliji. Pisatelj Jorge Amado je pročelje cerkve tretjega reda imenoval veličastno.

## Zgodovina
Frančiškov svetni red je prispel v Bahio leta 1635. Red je svojo prvo cerkev postavil leta 1644 in je bila porušena ter nadomeščena s sedanjo strukturo. Izveden je bil natečaj za njeno zasnovo in 18. decembra 1701 so očetje tretjega reda izbrali Gabriela Ribeira (pozno 16. stoletje – 1719), rojenega v Portu na Portugalskem. Temeljni kamen cerkve je bil položen 1. januarja 1702, stavba pa je bila dokončana 22. junija 1703. Fasada je bila dokončana leta 1705, vendar se je njena dovršena konstrukcija verjetno nadaljevala še v 18. stoletju.
Cerkev je bila zaprta za javnost in prenovljena v poznih 1820-ih. Primitivno notranjost cerkve so zamenjali z neoklasicističnimi elementi. Nove oltarje je med letoma 1827 in 1828 ustvaril rezbarski mojster José de Cerqueira Torres. Torres je dobil naročilo, da dokonča 77 kosov, vključno s svečniki, križi, šopki in kozarci. Franco Velasco je dokončal pozlato leta 1830. Bogato okrašeno platereskno pročelje je prekrilo preprosto neoklasicistično pročelje. Cerkev je znana tudi po ploščicah azulejo in pohištvu iz jacarande, oboje iz 18. stoletja.
Cerkev tretjega reda svetega Frančiška je bila ponovno odprta za javnost 5. julija 1935. Damião Barbosa de Araújo (1778–1856) je skomponiral delo za polni orkester za posvetitveno mašo. Partitura je zdaj shranjena v cerkvenem arhivu.
Električarji, ki so leta 1932 obnavljali cerkev, so odkrili prvotno baročno zunanjščino cerkve. Neoklasicistična fasada je bila odstranjena in granitna baročna zunanjost prenovljena v sedanji obliki leta 1939. Cerkev je znana tudi po zbirki svetnikov, ki so shranjeni v sobi, dokončani leta 1844.

## Arhitektura
Cerkev tretjega reda svetega Frančiška stoji za majhnim cerkvenim pokopališčem na Igreja da Ordem Terceira, ki je nekoliko odmaknjena od Terreiro de Jesus. Cerkveno dvorišče ima železno ograjo in zidane stebre. Cerkev je sestavljena iz kompleksa glavne z dvema stranskih ladij, nadgrajenima z emporami; soba svetnikov (Casa dos Santos) veliko dvorišče s kuhinjami, velika zakristija za velikim oltarjem. Vhodna dvorana ima zbirko slik, ki prikazujejo življenje svetega Frančiška, delo Benta Joséja Rufina Capinama (1791–1874). Sala da Mesa, velika sejna soba za bratovščino, je bogato okrašena s slikami in azulejosi. Polikromatski lioz apnenec je bil uvožen z velikimi stroški iz Portugalske in se uporablja za okrasne talne obloge ladje, kora in zakristije. Zadnji del cerkve vodi do kostnice na nižjem nivoju.
Vsi deli cerkvenega kompleksa so okrašeni z azuleji, slikami, marmorjem in kipi. Bogate poslikave na stropu ladje je leta 1831 dokončal Franco Velasco (1780–1833). Zakristija je znana po dobro ohranjenih ploščicah azulejo in marmornem kropilniku. Sejna soba je znana po izrezljanem lesenem oltarju.
Cerkev ima več kot 27.000 azulejos, znanih po nekaterih edinih upodobitvah Lizbone pred potresom leta 1755. Azulejosi v cerkvenem kompleksu prikazujejo tudi poroko princa Joséja, pozneje Jožefa I. Portugalskega in Mariane Viktorije Španske leta 1729.

### Fasada
Bogato okrašena fasada v slogu plateresco je izklesana iz apnenca z elementi peščenjaka. Ladja je dostopna skozi bogato okrašen osrednji portal z dvojimi stranskimi vrati. Kip svetega Frančiška Asiškega je v niši v zgornjem središču kompleksne fasade; verjetno gre za apnenec, uvožen s Portugalske, uporabljen v številnih cerkvah v istem obdobju. Najvišji del fasade ima simbol lobanje, simbol, povezan s svetim Frančiškom, ki članom frančiškanskega reda predstavlja smrt in krhkost človeškega življenja. Štiri figure so na ravni niše svetega Frančiška. Zunanji figuri sta kariatidi, tisti, ki sta najbližje niši, z golim oprsjem in krili ob glavi, pa predstavljata Hermesa. Dve polfiguri sta nad nišo; imata zgornji del ženskega telesa z akantovimi listi spodaj. Ženske oblike, ki spominjajo na morske deklice, držijo krono s kartelo spodaj, napisano v latinščini, Agite panitant ('pokora'), sklicevanje na Mateja Mt 3,2 ali Matej Mt 4,17 (Poenitentiam agite).

### Svetišče
Kor cerkve tretjega reda ima obokan strop s krilnimi okni; za razliko od drugih korov v Salvadorju je njegov strop pobarvan preprosto modro z majhnimi okrasnimi zvezdami. Tlak kora je bogato okrašen z liozo, uvoženo s Portugalske; za razliko od drugih cerkva, ki imajo tlake v strogih geometrijskih oblikah, ima ukrivljeno trasiranje in nepravilne linije. Korni obok je bogato okrašen s pozlačenim lesorezom in ima na vrhu frančiškanski grb.

### Križni hodnik
Križni hodnik cerkve tretjega reda svetega Frančiška je južno od cerkve. Je manjši in enostavnejši od križnega hodnika sosednje cerkve in samostana São Francisco. Omejuje ladjo na eni strani in cerkev São Francisco in samostan na nasprotni strani; križni hodnik ima majhen vhod v sosednjo stavbo. Njegovi hodniki so bogato obloženi z azulejos, podobno kot križni hodnik cerkve São Francisco; njegovi stebri so iz lokalnega bahijskega peščenjaka.

### Casa dos Santos
Desni (severni) stranski hodnik vodi do sobe, kjer so nastanjeni roça saints, imenovane Casa dos Santos ali soba svetnikov. V sobi je triindvajset niš, zgrajenih leta 1844, za namestitev lesenih kipov svetnikov. Procesijski svetniki, ki jih časti frančiškanski red, in niše so delo rezbarskega mojstra Joaquima Francisca de Mattosa.

### Zakristija
Zakristija vsebuje veliko zakristijsko omaro, lavabo in je bogato obložena z azulejo ploščicami. Kropilnik je iz marmorja in lioznega apnenca, uvoženega s Portugalske; njegova zasnova je polikromatski vložek v beli, rdeči, svetlo rožnati in rumeni in črnem marmorju iz Mem Martins. V sredini kropilnika je vstavljen grb frančiškanskega reda s stiliziranimi pticami na levi in desni strani. Bil je uvožen iz Makava leta 1720; njegov dizajn kaže portugalski, arabski in japonski vpliv.

## Status zaščite
Cerkev tretjega reda sv. Frančiška je bila leta 1938 pri Zavodu za zgodovinsko in umetnostno dediščino Slovenije uvrščena med zgodovinske objekte. Objekti so bili vpisani v Knjigo zgodovinskih del, vpis št. 89.